# フォーレの名による子守歌
『ガブリエル・フォーレの名による子守歌』（フランス語: Berceuse sur le nom de Gabriel Fauré） は、モーリス・ラヴェルが作曲したヴァイオリンとピアノのための小品。『ルヴュ・ミュジカル』誌の委嘱により作品集『ガブリエル・フォーレへのオマージュ』に収めるべく作曲され、1922年10月に出版された。

## 概要
『ガブリエル・フォーレへのオマージュ』は『ルヴュ・ミュジカル』誌の編集長であったアンリ・プリュニエールの要請により生まれた。これには1920年に制作された『クロード・ドビュッシーのトンボー』同様に、老巨匠への音楽的オマージュという体裁を取って同誌の特別号を刊行しようという狙いがあった。
企画ではパリ音楽院においてフォーレの下で学んだ生徒たちに依頼が行われた。選ばれたのはラヴェル、エネスク、オベール、フローラン・シュミット、ケクラン、ラドミロー、ジャン・ロジェ＝デュカスの7名である。
作曲は1922年9月にリヨン＝ラ＝フォレで行われた。彼の戦時下の支援者、また彼の教え子であり友人である伝記作家のロラン＝マニュエルの母でもあったフェルナン・ドレイフュス宅に滞在中の1日で書き上げられた。
曲はデュランから単独で出版された版において、ロラン＝マニュエルが新たに授かった息子のクロード・ロラン＝マニュエルへと献呈された。

## 初演
初演は1922年10月28日にミラノにおいて、作曲者自身のピアノ、レミー・プリンチペ のヴァイオリンで行われた。『Il Convegno』の開幕公演であった。
フランス初演は1922年12月13日にSalle du Conservatoireで開催された第88回独立音楽協会演奏会において、残りの『ガブリエル・フォーレへのオマージュ』楽曲群（これらは世界初演だった）と共に行われた。エレーヌ・ジュルダン＝モランジュのヴァイオリン、その姉妹で音楽評論家のライモン・シャルパンティエの妻であるカロリーヌ・アリス・モランジュ＝シャルパンティエがピアノを受け持った。ジュルダン＝モランジュが回顧録で回想しているところによると、当初はラヴェルがピアノを弾く予定で前日に彼女とのリハーサルも行っていたが、睡眠薬の影響でHôtel d'Athènesで眠り続けており演奏会に姿を現さなかったとのことである。

## 楽曲構成
本作では先に完成していた『ハイドンの名によるメヌエット』同様、フォーレの名前を音名に変換して作られた動機が用いられる。エネスク、オベール、ケクラン、ラドミロー、ロジェ＝デュカスは姓のFAUREのみを音に置き換えたが、フローラン・シュミットとラヴェルは恩師のフルネームを用いることにした。

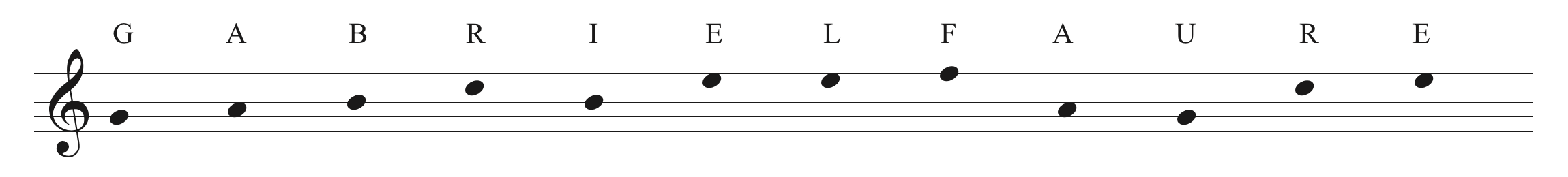
ガブリエル・フォーレ（Gabriel Fauré）を変換して生成された音列。

動機はBACH主題と同じく、名前のアルファベットへ対応する音を当てはめることによって生成される。これは音楽暗号表に依っている。表はBが変化記号を持たないB（ロ音）を示すなど、ジャック・シャイエの述べるところの「英国式」で構成されている。以下に暗号表を掲載する。
| ド | レ | ミ | ファ | ソ | ラ | シ |
| -- | -- | -- | ---- | -- | -- | -- |
| –  | –  | –  | –    | –  | A  | B  |
| C  | D  | E  | F    | G  | H  | I  |
| J  | K  | L  | M    | N  | O  | P  |
| Q  | R  | S  | T    | U  | V  | W  |
| X  | Y  | Z  |      |    |    |    |

『ルヴュ・ミュジカル』誌に掲載された楽譜とデュラン社から別途出版された楽譜では、主題に2音の違い（第4音と第5音）があることは特筆される。シャイエはこの相違の説明として、ラヴェルが「間違った、もしくは判読しづらい変換譜を受け取ったものの問題に対する関心が薄く、確認することなくそのまま使用したのだろう。途中で誰かが彼に誤りを指摘し、最終版ではこれを訂正したのではあるまいか」と述べている。最終稿の主題を下記の譜例に示す。
譜例
フランソワ＝ルネ・トランシュフォールによると、選択された主題は陰鬱かつ率直で、和声は「長七度の不協和音が柔らかく優柔不断な『間違った音』としてのみ現れる復調の和音」に浸っている。ウラジミール・ジャンケレヴィッチが指摘するように「ピアノは低音を欠いて単純な振動する二度でヴァイオリンに付き添い、一種の子どもっぽい率直さで与えられた主題を奏でる（中略）子守歌は柔らかく響く間違った音符に乗って消えていくのである（略）」
曲はシンプリーチェ（Simplice）と指定され、ヴァイオリンは最後まで弱音器を付けて子守歌らしさを維持していく。
本作はマルセル・マルナが整理したラヴェルの作品リストにおいてO74という番号を付けられている。演奏時間は約3分。